# Język kelabit
Język kelabit, także: kalabit, kerabit – język austronezyjski używany w stanie Sarawak w Malezji i w Kalimantanie w Indonezji. Według danych z 2011 roku posługuje się nim 4 tys. osób (Malezja). W Indonezji ma 640 użytkowników (dane z 2000 roku).
Dzieli się na szereg dialektów: pa’ umor, pa’ dalih, long peluan, long lellang, brung, libbung, lepu potong, tabun.
Jest zapisywany alfabetem łacińskim.